# Državna cesta D220
D220 je državna cesta u Hrvatskoj. Ukupna duljina iznosi 28,9 km.
Prolazi kroz naselja Čaporice, Trilj, Vedrine, Jabuka, Velić, Vrpolje i Kamensko, te završava na GP Kamensko. Cijelom dužinom pripada upravnom području grada Trilja.